# سیارک ۲۰۶۳۲
سیارک ۲۰۶۳۲ (به انگلیسی: 20632 Carlyrosser، نامگذاری:1999TC92) بیست هزار و ششصد و سی و دومین سیارک کشف شده‌است که در ۲ اکتبر ۱۹۹۹ کشف شد.
قدر مطلق سیارک برابر ۱۷.۸ است.